# Francesco Balsamo
Francesco Balsamo (Napoli, 22 maggio 1850 – Napoli, 9 novembre 1922) è stato un botanico italiano, di orientamento prevalentemente floristico-sistematico. Studioso di algologia, microscopista e micrografo fu 

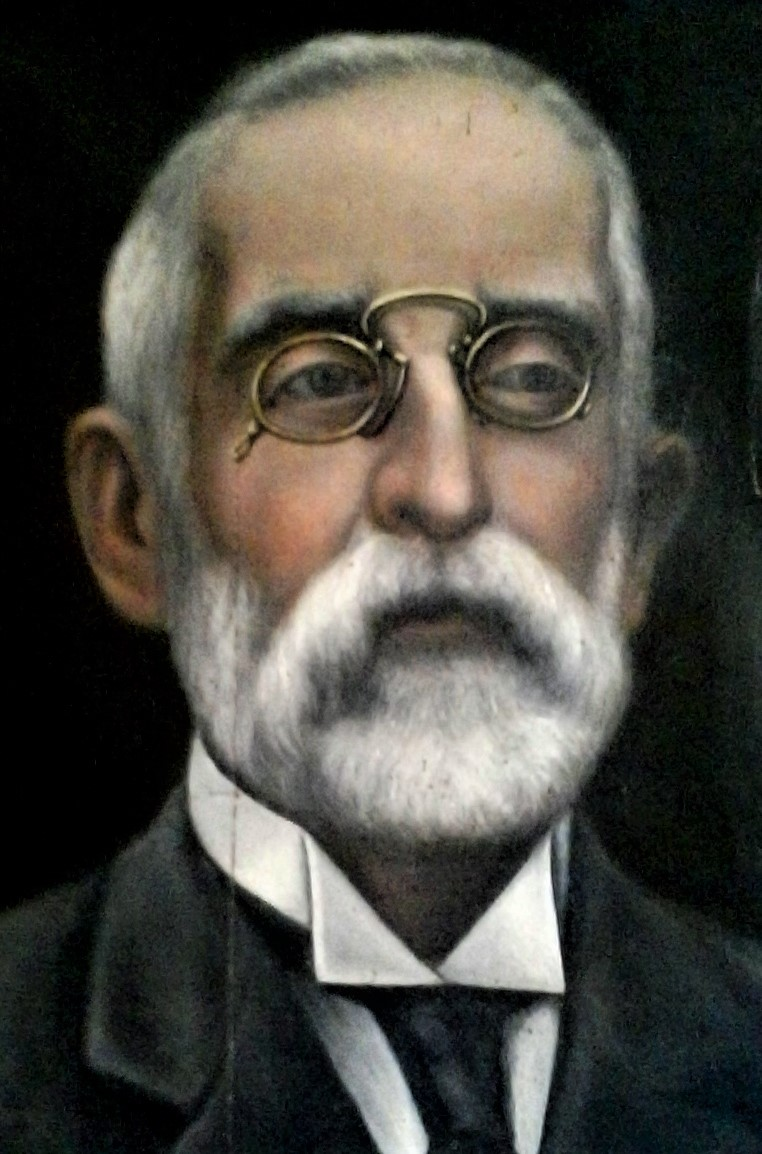
Francesco Balsamo (circa il 1922)

libero docente di botanica alla R. Università degli Studi di Napoli, e coadiutore e poi direttore del R. Orto botanico.

## Biografia
Francesco Di Girolamo Balsamo nacque a Napoli da Pasquale, nativo di Piano di Sorrento, ingegnere e autore di numerose pubblicazioni in materia di ingegneria e diritto civile, e da Maria Carolina Fergola figlia primogenita di Salvatore Fergola, pittore tra i più autorevoli della Scuola di Posillipo.

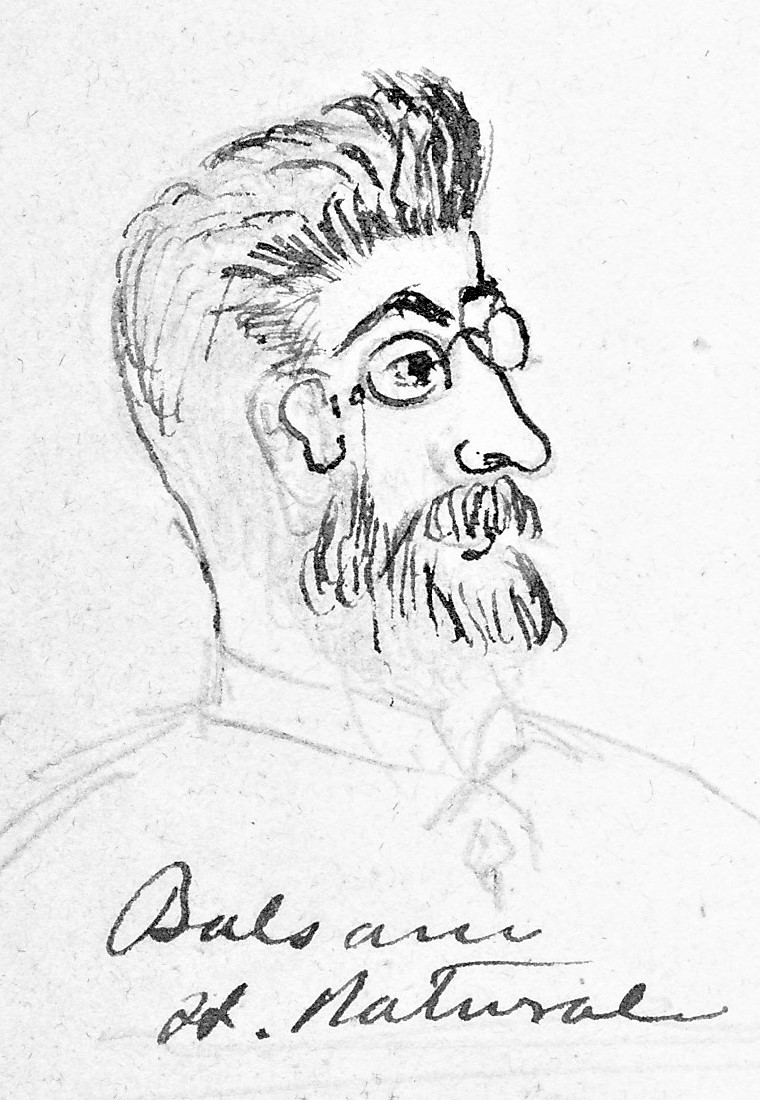
Francesco Balsamo (1883)

Nei suoi primi studi ebbe come maestri il padre ingegnere, l'orientalista Luigi De Rosa e l'Abate Felice Toscano, professore di filosofia e autore di un Corso elementare di filosofia molto apprezzato nell'Italia meridionale al tempo dei Borbone.
Agli studi umanistici e all'apprendimento delle lingue classiche (saranno scritte in latino alcune sue pubblicazioni scientifiche) affiancò ben presto lo studio delle Scienze fisiche e naturali e, ancora prima di presentarsi alla licenza liceale, seguì come uditore i corsi di Scienze presso la R. Università degli Studi di Napoli e collaborò all'allestimento di esperienze di laboratorio di fisica sia per uso didattico che per ricerche scientifiche. Conseguita la licenza liceale, completò la sua formazione scientifica laureandosi prima, nel 1874, in Storia naturale e due anni dopo, nel 1876, in Medicina e Chirurgia. Avviatosi all'esercizio della professione medica, l'abbandonò ben presto per dedicarsi completamente alla ricerca scientifica e all'insegnamento spintovi dalla predilezione per le Scienze naturali e dalla passione per la botanica e per la fisica.

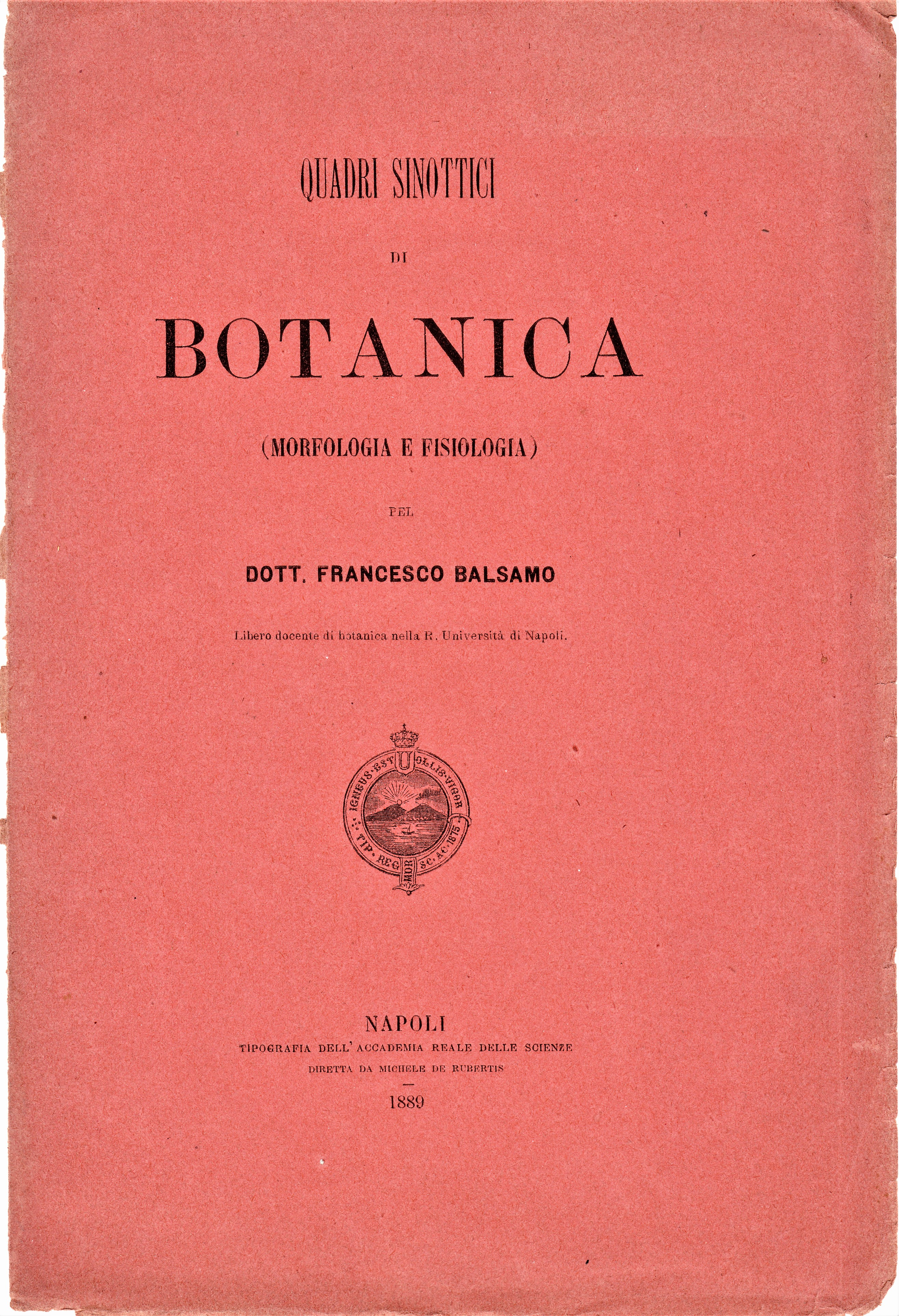
Copertina di Quadri sinottici di Botanica (Balsamo, 1889)

Dal 1873 al 1880 fu assistente volontario, a titolo gratuito, presso il R. Orto Botanico di Napoli. Qui, sotto la guida del barone Vincenzo Cesati, direttore dell’Orto botanico dal 1868 al 1882, e dei suoi due coadiutori Giuseppe Antonio Pasquale e Gaetano Licopoli, ampliò le sue conoscenze di botanica, di Cryptogamae in generale e di Alghe unicellulari in particolare, poiché il Cesati, illustre crittogamista, gliene aveva infatti affidato lo studio.

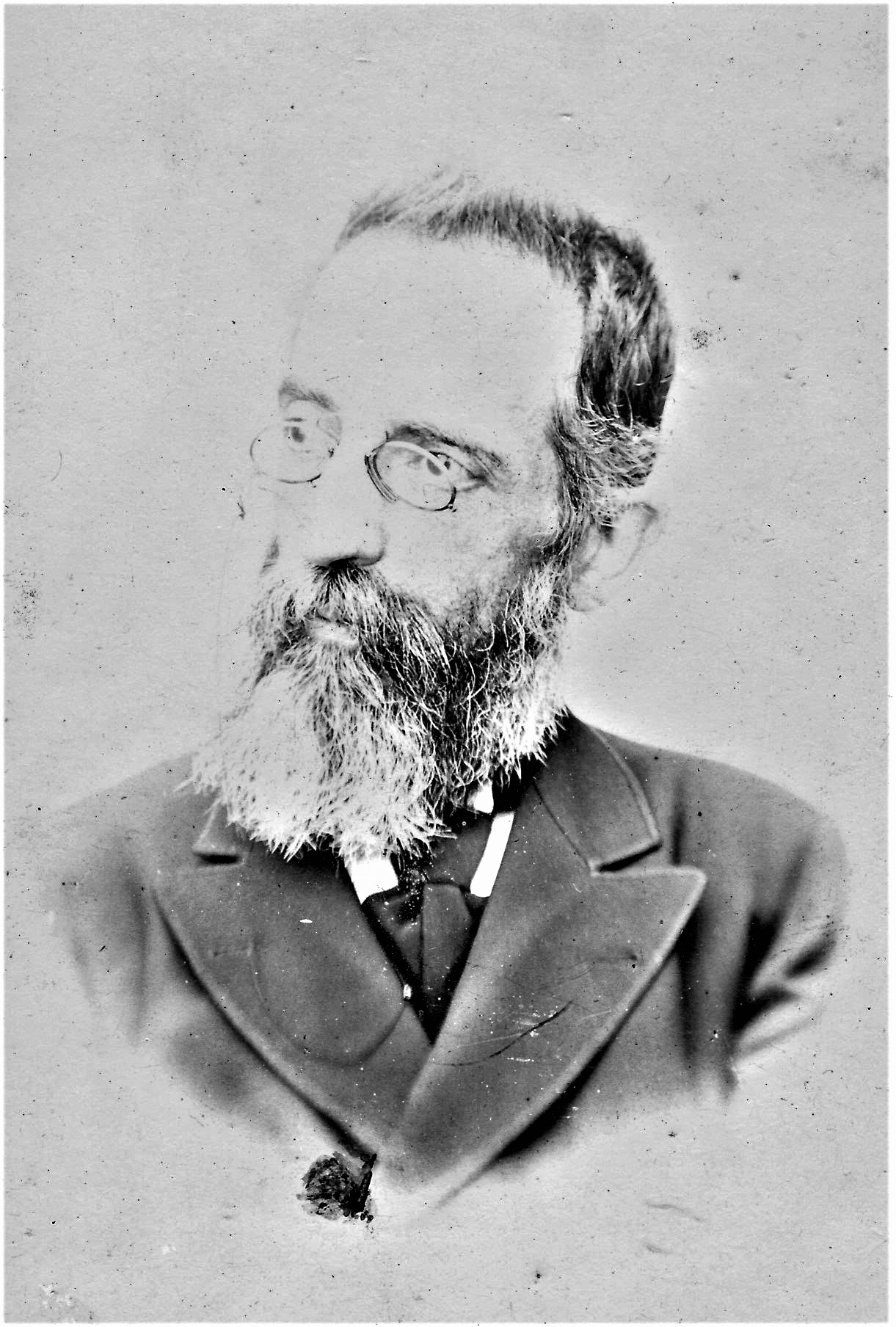
Francesco Balsamo (circa il 1895)

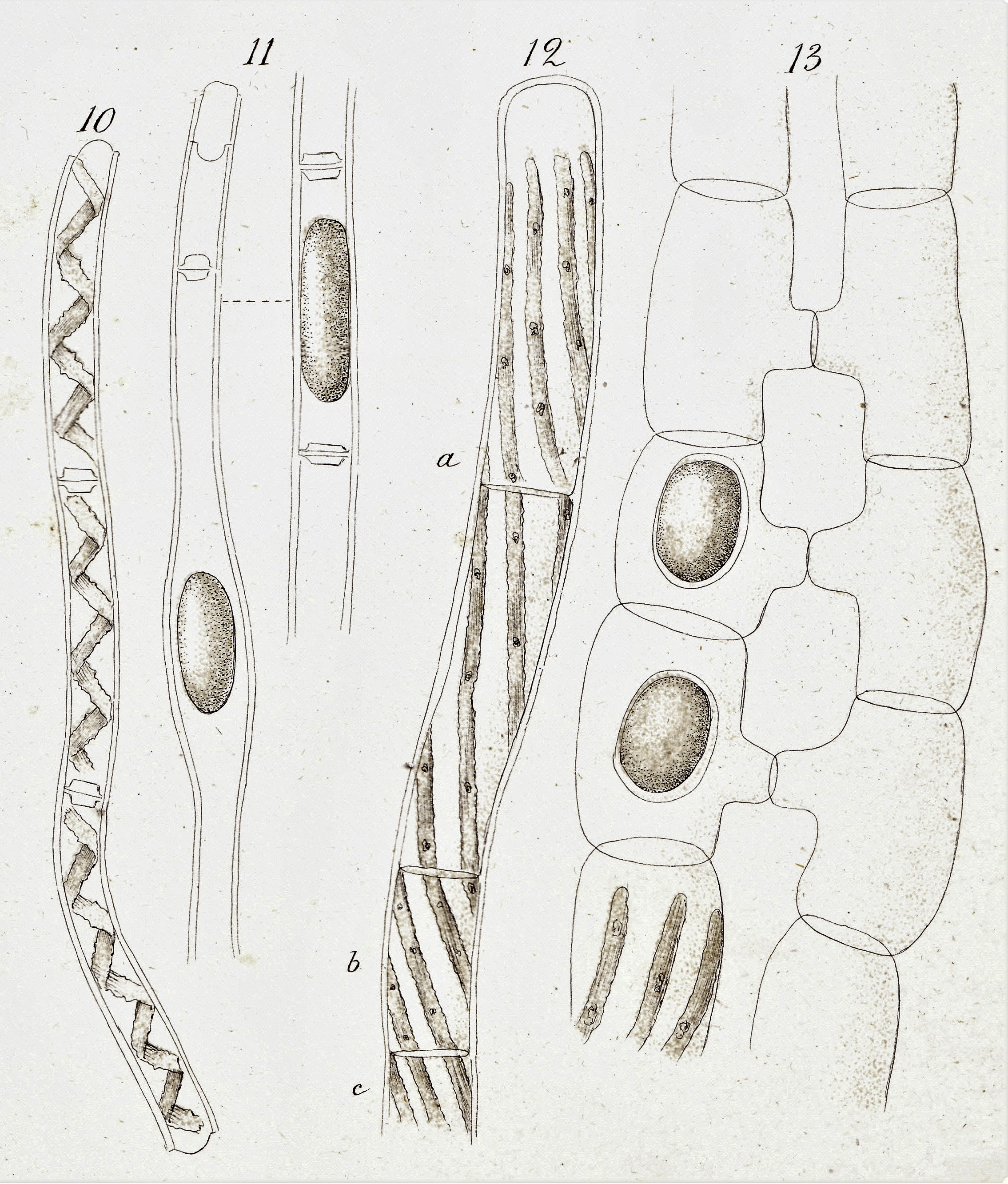
Spirogyra weberi Kützing, 1843 (fig. 10 e 11) e Spirogyra orthospira Nägeli, 1849 (fig. 12 e 13) disegnate da Francesco Balsamo, incise e litografate da Alfonso Serino (Balsamo, 1888b)

Nel 1881-82 fu nominato assistente ispettore provvisorio e nel 1883 fu promosso coadiutore alla cattedra di botanica di Giuseppe Antonio Pasquale, subentrato alla direzione del R. Orto botanico alla morte del barone Cesati. L’incarico venne poi confermato, negli anni a seguire, da Federico Delpino succeduto al Pasquale nel 1894, e fino al 1900 quando, a seguito dell'introduzione del divieto di cumulo di impieghi pubblici, fu costretto a rinunciarvi, avendo vinto il concorso per l’insegnamento della Storia naturale nelle scuole secondarie superiori, ed essendo diventato titolare di cattedra presso il R. Liceo Antonio Genovesi di Napoli, nel quale insegnava già dal 1888.
Risalgono a quegli anni le sue prime pubblicazioni di algologia tra le quali: Le Diatomee della Cascata di Caserta (1884), Le Alghe della Baia di Assab (1885a e 1888a), le Reliquie Cesatiane. Alghe (1885b), la monografia Sulla Storia naturale delle alghe di acqua dolce del Comune di Napoli (1888b), Le Diatomee contenute nel canale digerente di alcune Aplysiae (1890), il Manipolo di Alghe napoletane. Centuria 1ª (1892b) ed alcune opere «di grande pazienza ed insieme di grande utilità» quali l’lndex ad F. Tr. Kuetzingii "Species Algarum" perfectus (1892b) e l'Homonymiae Algarum (1888c e 1893a).

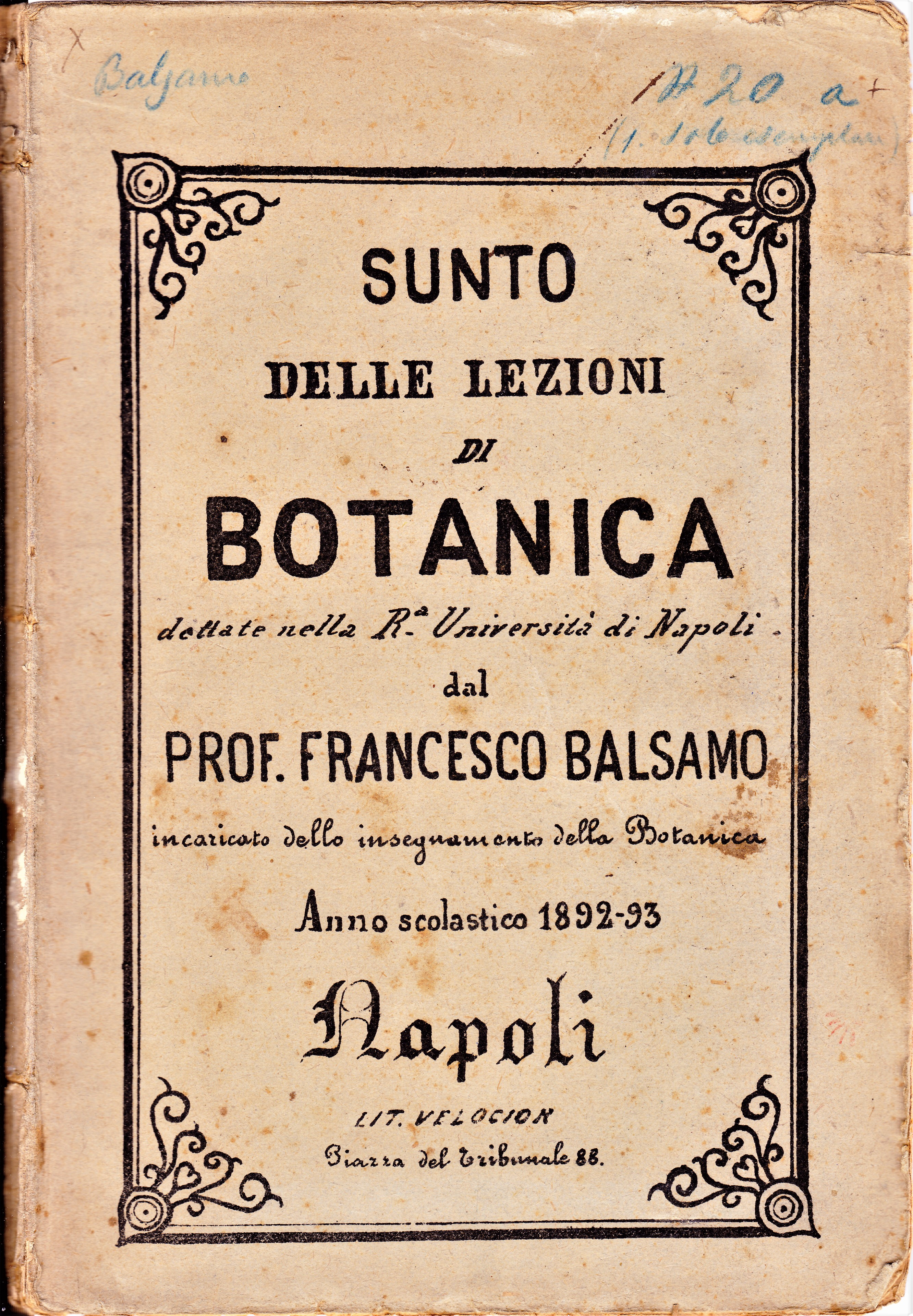
Copertina di Sunto delle lezioni di Botanica (Balsamo, 1893)

Pubblicò anche alcuni lavori sulla flora africana (1891a, 1892c, 1893b e 1895a) determinando e descrivendo il materiale botanico raccolto da alcuni naturalisti-esploratori, tra cui Giovanni Battista Licata e Georg August Zenker, ed a lui affidato per l'elaborazione. A dimostrazione che nei suoi interessi scientifici e tra le sue competenze botaniche rientrava anche la sistematica delle fanerogame.

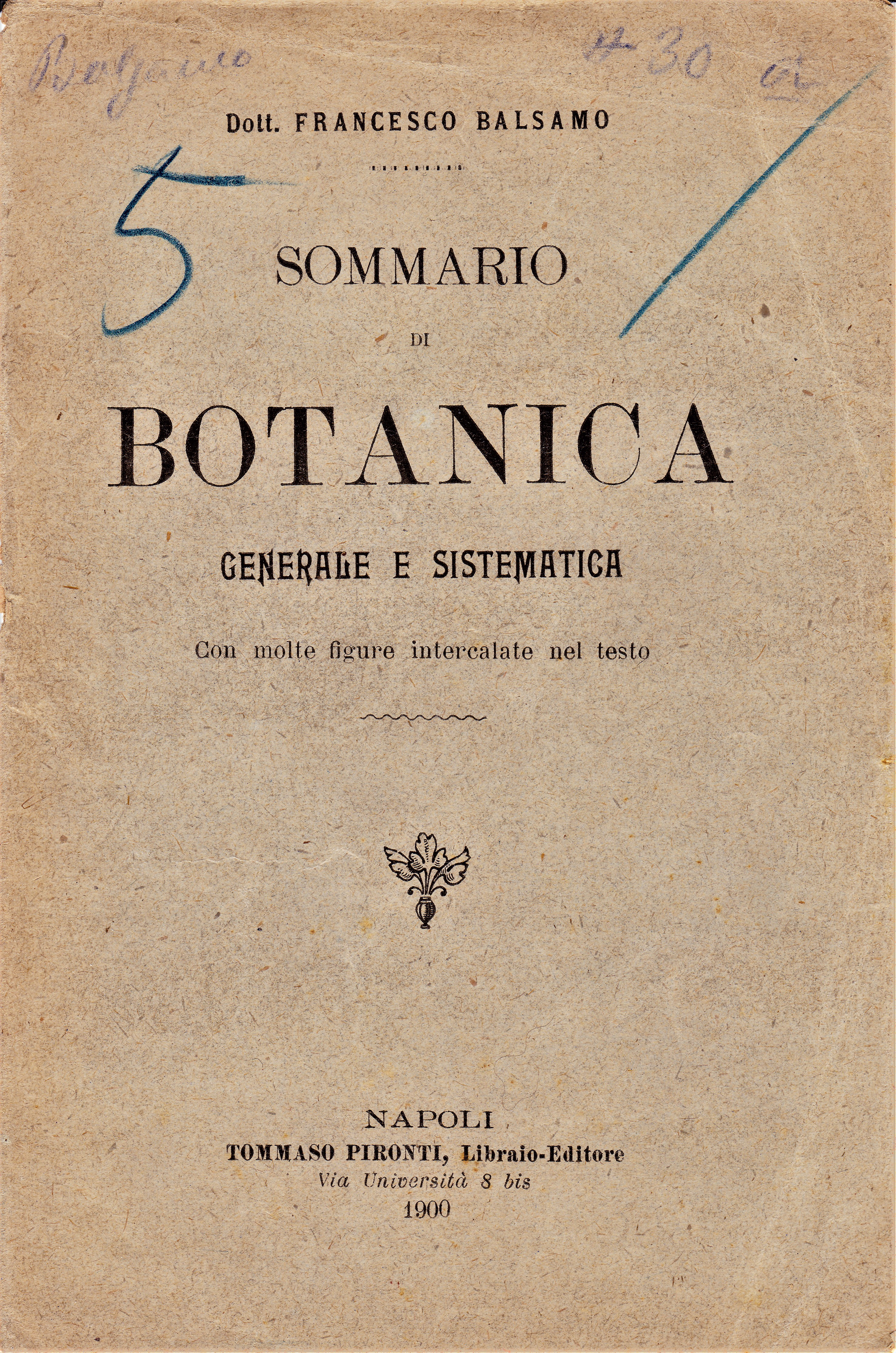
Copertina di Sommario di Botanica generale e sistematica (Balsamo, 1900)

Nel 1888 conseguì, con pieni voti assoluti, l'abilitazione alla libera docenza in botanica presso la R. Università di Napoli e venne chiamato a supplire Giuseppe Antonio Pasquale, gravemente ammalatosi, non solo nell'insegnamento ufficiale di questa disciplina ma anche, negli anni accademici 1889-90 e 1990-91, nella direzione dell'Orto botanico. Incarico che svolse anche nei due anni successivi, come direttore incaricato, fino alla nomina nel 1893 del nuovo titolare. Come scrisse il Cavara: «Tenne questo delicato ufficio con la più grande scrupolosità ed abnegazione in momenti assai difficili, quando il grande Orto botanico veniva minacciato di falcidia delle sue terre per un vasto progetto di trasferimento in questa località, degli Istituti universitari».
Pur avendo rinunciato all'incarico di coadiutore non interruppe la sua attività didattica, di studio e di ricerca presso l'Orto botanico che continuò a svolgere da libero docente fino agli ultimi anni della sua vita. E proseguì anche la sua produzione scientifica, nonostante la gravosità degli impegni connessi alla duplice attività didattica di docente universitario e di insegnante liceale. Pubblicò, infatti, altri contributi di algologia tra cui: l’Iconum Algarum Index (1898) ed il Primo elenco delle Diatomee del golfo di Napoli (1904b).
Pubblicò anche un Sommario di Botanica generale e sistematica (1900) ad uso didattico e vari lavori di microscopia, micrografia e fisiologia vegetale, frutto della sua giovanile predilezione per la fisica e, in particolare, per l’ottica e l’elettricità: Dell'azione dell'aria liquida sui tessuti delle piante (1900c), Su i fenomeni di diffrazione di alcuni corpi organizzati in rapporto alle esperienze di Abbe (1904a) e: Apparecchio per la osservazione dei colori interferenziali (1907). Lavori che fecero seguito a quelli, sulle stesse materie, già pubblicati negli anni precedenti: Sulla visibilità delle strie delle Diatomee in rapporto ai sistemi ottici ed ai mezzi di inclusione (1891c), Il Joduro di Metilene nella preparazione delle Diatomee (1893d), le Ricerche sulla penetrazione delle radiazioni nelle piante (1891b, 1892a e 1894a) e: Sull'uso di un sistema divergente per ingrandire l'immagine nel microscopio (1897a).
Morì a Napoli dopo una lunga malattia e dopo che una grave infermità agli occhi lo aveva costretto ad abbandonare definitivamente la ricerca e l’insegnamento.

## Contributi scientifici

### Pubblicazioni
Lavori di algologia
- Le Diatomee della Cascata di Caserta (Nota). Letta all'Associazione dei Naturalisti e Medici (Tornata dell'11 marzo 1880), Napoli, Stab. Tip. F.lli Tornese, 1884,  pp. 1-15.
- Alghe della Baia di Assab, raccolte da G. B. Licata, in Africa. Boll. Soc. Afr. d'Italia, IV, fasc. I, Napoli, Kraus Reprint, 1885,  pp. 25-29, tav. 1.
- Reliquie Cesatiane. Crittogame del R.Orto Botanico raccolte dal Prof. Barone V. Cesati. Alghe, in Rend. Acc. Sc. Fis. e Mat. Soc. R. Napoli, XXIV, fasc. I, Napoli, Tip. R. Accademia, 1885,  pp. 69-73.
- 1) Le Desmidiacee. 2) Il Lichene marino. 3) Crittogame parassiti del Corpo umano. Articoli in forma di monografie, in Atlante di Botanica popolare del Pietraroia, Napoli, 1885,  pp. , tav. 3.
- Alghe della Baja di Assab. Raccolte dal viaggiatore Prof. G. B. Licata nel 1883, in Atti Acc. Sc. Fis. e Mat. Soc. R. Napoli, I, serie II, n. 12, Napoli, Tip. R. Acc. Sc. Fis. e Mat., 1888,  pp. 9-12.[29]
- Sulla Storia naturale delle Alghe di acqua dolce del Comune di Napoli. Memoria del Dott. Francesco Balsamo. Premiata dalla R. Accademia delle Scienze fisiche e Matematiche di Napoli, in Atti Acc. Sc. Fis. Mat. e Nat. Soc. R. Napoli, I, ser. 2, n. 14, Napoli, 1888,  pp. 1-84, tav. 2.
- Homonymiae Algarum in plantis animalibusque. Tentamen, Napoli, Typis Regiae Scientiarum Academiae, 1888,  pp. 1-25.
- Diatomee contenute nel canale digerente di alcune Aplysiae raccolte dal capitano G. Chierchia nel viaggio di circumnavigazione della R. Corvetta Vettor Pisani nel 1884-85. Nota di F. Balsamo. (Tornata del 8 giugno 1890), in Bull. Soc. Nat. in Napoli, IV, serie I, fasc. II, Napoli, Stab. Tip. Vico Tiratoio, 1890,  pp. 131-138, tav. 1.
- Manipolo di Alghe napolitane. Centuria 1a. Memoria di F. Balsamo. (Tornate del 12 maggio e del 29 giugno 1891), in Bull. Soc. Nat. in Napoli, VI, fasc. I, Napoli, Stab. Tip. F.lli Ferrante, 1892,  pp. 77-97.
- Index ad F. Traug. Kuetzingii, "Species Algarum". Unicam Editionem (anno 1849) Perfectus, Napoli, Stab. Tip. F.lli Tornese, 1892,  pp. 1-64.
- Ad Homonymiam Algarum Addenda, Napoli, Typis Regiae Scientiarum Academiae, 1893,  pp. 1-12.
- Iconum Algarum Index. Adjecto generum algarum omnium: indice systematico. Digessit F. Balsamo Med. et Phil. Nat. Doct., I-IX, Napoli, Sumptibus auctoris, 1895-1901,  pp. 1-328.
- Primo elenco delle Diatomee del golfo di Napoli per socio F. Balsamo (Tornata dell'8 novembre 1903), in Boll. Soc. Natur. in Napoli, XVII, ser. I, Napoli, 1904,  pp. 228-241.

Lavori di botanica fanerogama
- Impressioni dal vero. Cenno geologico-botanico sull'Isola d'Ischia, Napoli, Estratto da: L’Ateneo. Rivista mensile, scientifica e letteraria. Tip. Carluccio, De Blasio e C., 1883,  pp. 1-14.[30]
- Elenco delle piante raccolte in Africa da G. B. Licata nel 1886 per la Società Africana d'Italia e determinate dal Socio Prof. F. Balsamo, in Boll. Soc. Afr. d'Italia, X, fasc. VII, Napoli, Tip. Ferrante, 1891,  pp. 158-163.
- Contribuzione alla Flora africana. Piante delle Canarie e del Congo, raccolte da G. Zenker. Centuria Prima; nota del Prof. F. Balsamo (Adunanza del 18 giugno 1892), in Rend. Acc. Sc. Fis. e Mat. Soc. R. Napoli, VI, ser. II, Napoli, 1892,  pp. 119-132.
- Contribuzione alla flora africana. Piante delle Canarie e del Congo, raccolte da G. Zenker. Socio Corrispondente. Centuria prima. Nota del Socio Francesco Balsamo, in Boll. Soc. Afr. d’Italia, XII, fasc. VII-VIII, Napoli, Tip. Ferrante, 1893,  pp. 125-134.
- Mezza Centuria di piante raccolte dal socio corrispondente G. Zenker al Congo, in Boll. Soc. Afr. d'Italia, XIV, fasc. III-IV, Napoli, 1895,  pp. 41-47.
- Intorno ad una sostanza colorante della Salpichroma rhomboidea Miers. Nota di F. Balsamo. (Tornata del 14 giugno 1896), in Boll. Soc. Natur. in Napoli, X, serie I, Napoli, R. Tip. Francesco Giannini e F.li, 1897,  pp. 51-53.
- Sulla Boldoa Juss. e Boldea Auct. (Boldua Nob.). Note critiche, Napoli, Stab. Tip. R. Pesole, 1900,  pp. 1-8.

Lavori di fisiologia vegetale
- Sull'assorbimento delle radiazioni nelle piante. Nota preliminare di F. Balsamo. Tornata del 2 febbraio 1891, in Boll. Soc. Nat. in Napoli, V, ser. I, fasc. I, Napoli, Stab. Tip. F.lli Ferrante, 1891,  pp. 61-69.
- Ricerche sulla penetrazione delle radiazioni nelle piante. Parte prima. Metodo di ricerca (Riassunto), in Bull. Soc. Bot. Ital., Firenze, Stab. G. Pellas, 1892,  pp. 65-70.
- Ricerche sulla penetrazione delle radiazioni nelle piante. Parte I. Metodo di ricerca, Napoli, Tip. Tramontano, 1894,  pp. 1-54, tav. 2.
- Dell'azione dell'aria liquida sopra i tessuti e gli organi delle piante. Nota preliminare, Napoli, Stab. Tip. R. Pesole, 1900,  pp. 1-8.

Lavori di tecnica microscopica
- Sulla visibilità delle strie delle Diatomee in rapporto ai sistemi ottici ed ai mezzi di inclusione. Nota di F. Balsamo. Tornata del 13 dicembre 1891, in Boll. Soc. Nat. in Napoli, V, ser. I, fasc. II, Napoli, Stab. Tip. F.lli Ferrante, 1891,  pp. 175-181.
- Il Joduro di Metilene nella preparazione delle Diatomee, Napoli, Tip. Acc. R. delle Scienze, 1893,  pp. 1-7.
- Sull'uso di un sistema divergente per ingrandire l'immagine nel microscopio. Nota di Francesco Balsamo. (Tornata del 12 gennaio 1995), in Boll. Soc. Natur. in Napoli, X, ser. I, Napoli, R. Tip. Francesco Giannini e F.li, 1897,  pp. 20-23, incis. 2.
- Su i fenomeni di diffrazione di alcuni corpi organizzati in rapporto alle esperienze di Abbe. Nota del socio F. Balsamo. (Tornata dell'8 febbraio 1903), in Boll. Soc. Natur. in Napoli, XVII, ser. I, Napoli, Stab. Tip. Francesco Giannini e F.li, 1904,  pp. 45-54, tav. 1.
- Apparecchio per la osservazione dei colori interferenziali. Nota del Prof. Francesco Balsamo. Socio corrispondente. Letta il 5 aprile 1906, in Atti R. Istit. di Incoragg. di Napoli, LVIII, ser. VI, anno MCMVI, Napoli, Cooperativa tipografica, 1907,  pp. 579-584, tav. 1.

Biografie, commemorazioni e necrologi
- Commemorazione del Barone Prof. Vincenzo Cesati, fatta nel Circolo degli Aspiranti Naturalisti dal socio Francesco Balsamo (Adunanza del 18 Febbraio 1883), in Rivista It. Sc. Nat. e loro Applicazioni, Napoli, Stab. Tip. F.lli Tornese, 1883,  pp. 1-24.
- Giuseppe Antonio Pasquale. Necrologia, in Boll. Soc. Afric.d'Italia, XII, fasc. I-II, Napoli, Tip. Ferrante, 1893,  pp. 45-47.
- Necrologie. Giuseppe Antonio Pasquale, collana Regia Università degli studi di Napoli. Annuario scolastico 1893-94, Napoli, Tipografia e Stereotipia della R. Università, 1894,  pp. 244-249.
- Achille Costa, Cenno necrologico, in Boll. Soc. Afr. d'Italia, XVII, fasc. VI, Napoli, Tip. Ferrante, 1898,  pp. 161-164.
- Botanici e Botanofili napoletani. Cenni biografici e storici (Serie I) (PDF) [collegamento interrotto], in Bull. Orto Bot. R. Un. Napoli, III, Napoli, 1913,  pp. 41-57.

Manuali didattici di scienze naturali
- Nozioni elementari di Cosmografia, ordinate secondo i nuovi programmi delle scuole liceali, Napoli, Stab. Tip. F.lli Tornese, 1881,  pp. 1-117, tav. 2.
- Quadri sinottici di Botanica (Morfologia e Fisiologia), Napoli, Tip. Acc. R. delle Sc., 1889,  pp. 1-49.
- Sunto delle Lezioni di Botanica dettate nella R. Università di Napoli nell'anno scolastico 1892-93, Napoli, Lit. Velocion, 1893,  pp. 1-387.
- Lezioni di botanica generale e sistematica dettate nella R. Università di Napoli dal prof. Francesco Balsamo, Napoli, G. Eschena, 1895,  pp. 1-431.
- Sommario di Botanica generale e sistematica, Napoli, Tommaso Pironti, 1900,  pp. 1-275.

### Lavoro inedito
- Schema di una biologia della cellula vegetale. Tesi per la libera docenza in Botanica presso la R. Università di Napoli, Napoli, 1888.

### Contributi a raccolte diexsiccata
- Giovanni Battista De Toni e David Levi Morenos, Phycotheca Italica. Collezione di alghe Italiane, 12 specie nel fascicolo I, 1900.

### Conferenze alla Società dei Naturalisti in Napoli[31]
- Simbiosi delle alghe, 1886.